# Copa do Mundo de Combinado Nórdico
A Copa do Mundo de Combinado Nórdico é organizada pela Federação Internacional de Esqui desde a temporada 1983-1984. Contando com várias etapas a cada temporada, é disputada em pistas normais (com voos de 85m a 109m) e longas (com voos de mais de 110m). A etapa do cross-country já teve percursos a partir de 5km, mas o padrão atualmente é ter provas de 10km. O maior campeão é o finlandês Hannu Manninen, que venceu quarenta e oito etapas entre 1996 e 2010. Além das fórmulas de disputa tradicionais, Gundersen e largada coletiva, já foram disputadas etapas de Corrida de Penalização e Furacão.

## Edições

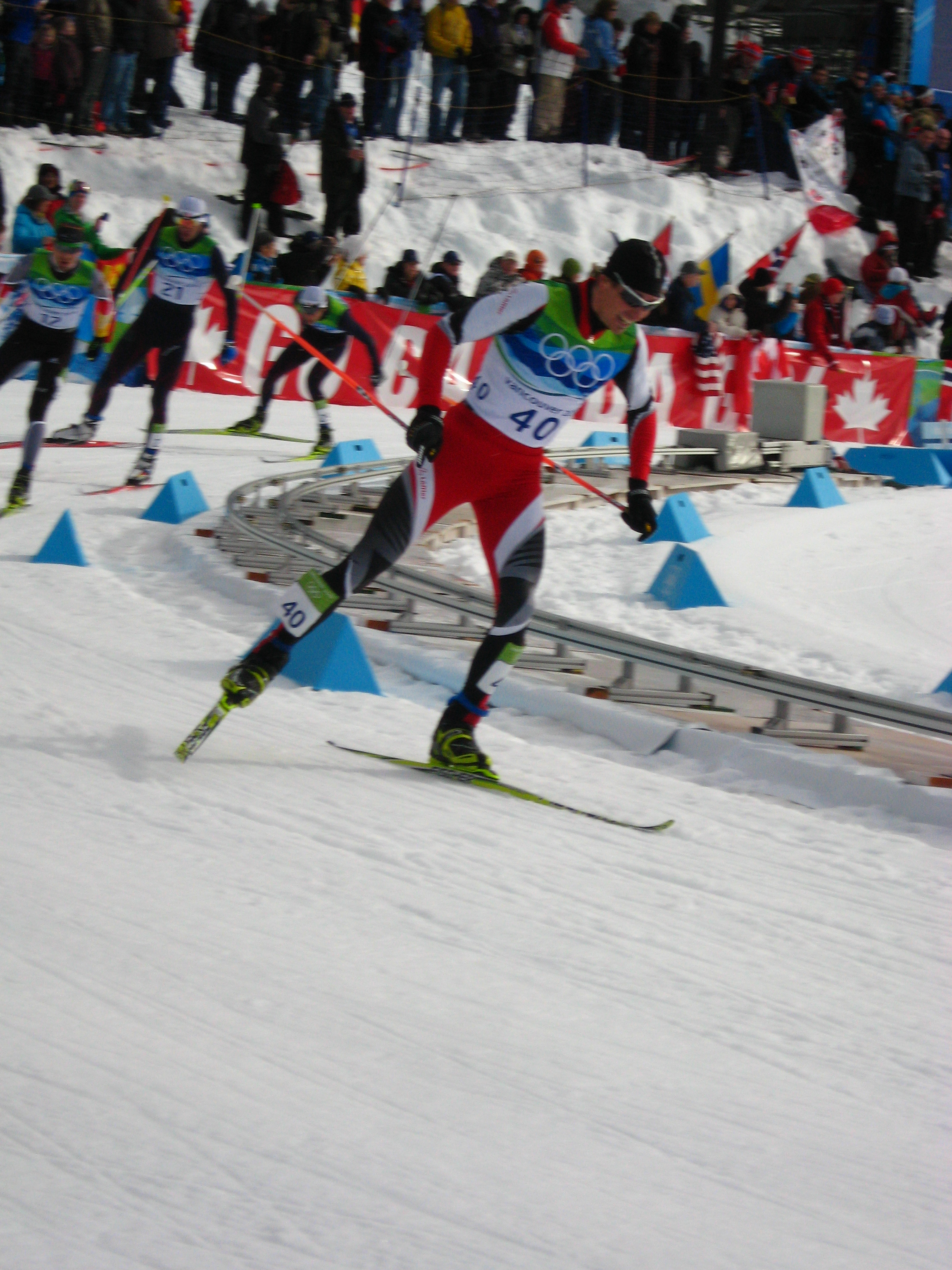
Felix Gottwald.

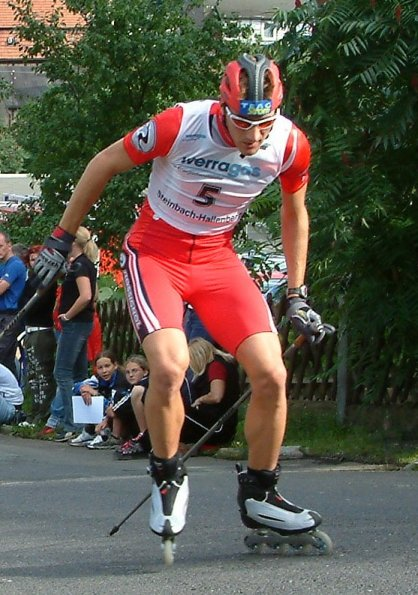
Ronny Ackermann.

| Temporada | Etapas | Campeão             | Vice-campeão        |
| --------- | ------ | ------------------- | ------------------- |
| 1983–84   | 7      | Tom Sandberg        | Uwe Dotzauer        |
| 1984–85   | 7      | Geir Andersen       | Hermann Weinbuch    |
| 1985–86   | 7      | Hermann Weinbuch    | Thomas Müller       |
| 1986–87   | 9      | Torbjørn Løkken     | Hermann Weinbuch    |
| 1987–88   | 7      | Klaus Sulzenbacher  | Torbjørn Løkken     |
| 1988–89   | 9      | Trond-Arne Bredesen | Klaus Sulzenbacher  |
| 1989–90   | 9      | Klaus Sulzenbacher  | Allar Levandi       |
| 1990–91   | 8      | Fred Børre Lundberg | Klaus Sulzenbacher  |
| 1991–92   | 8      | Fabrice Guy         | Klaus Sulzenbacher  |
| 1992–93   | 8      | Kenji Ogiwara       | Fred Børre Lundberg |
| 1993–94   | 8      | Kenji Ogiwara       | Takanori Kono       |
| 1994–95   | 10     | Kenji Ogiwara       | Bjarte Engen Vik    |
| 1995–96   | 13     | Knut Tore Apeland   | Kenji Ogiwara       |
| 1996–97   | 11     | Samppa Lajunen      | Jari Mantila        |
| 1997–98   | 10     | Bjarte Engen Vik    | Mario Stecher       |
| 1998–99   | 14     | Bjarte Engen Vik    | Hannu Manninen      |
| 1999–2000 | 17     | Samppa Lajunen      | Bjarte Engen Vik    |
| 2000–01   | 13     | Felix Gottwald      | Ronny Ackermann     |
| 2001–02   | 15     | Ronny Ackermann     | Felix Gottwald      |
| 2002–03   | 10     | Ronny Ackermann     | Felix Gottwald      |
| 2003–04   | 13     | Hannu Manninen      | Ronny Ackermann     |
| 2004–05   | 11     | Hannu Manninen      | Ronny Ackermann     |
| 2005–06   | 12     | Hannu Manninen      | Magnus Moan         |
| 2006–07   | 11     | Hannu Manninen      | Jason Lamy Chappuis |
| 2007–08   | 12     | Ronny Ackermann     | Petter Tande        |
| 2008–09   | 13     | Anssi Koivuranta    | Magnus Moan         |
| 2009–10   | 11     | Jason Lamy Chappuis | Felix Gottwald      |
| 2010–11   | 7      | Jason Lamy Chappuis | Mikko Kokslien      |
| 2011–12   | 13     | Jason Lamy Chappuis | Akito Watabe        |
| 2012–13   | 12     | Eric Frenzel        | Jason Lamy Chappuis |

## Esquiadores com mais vitórias e pódios

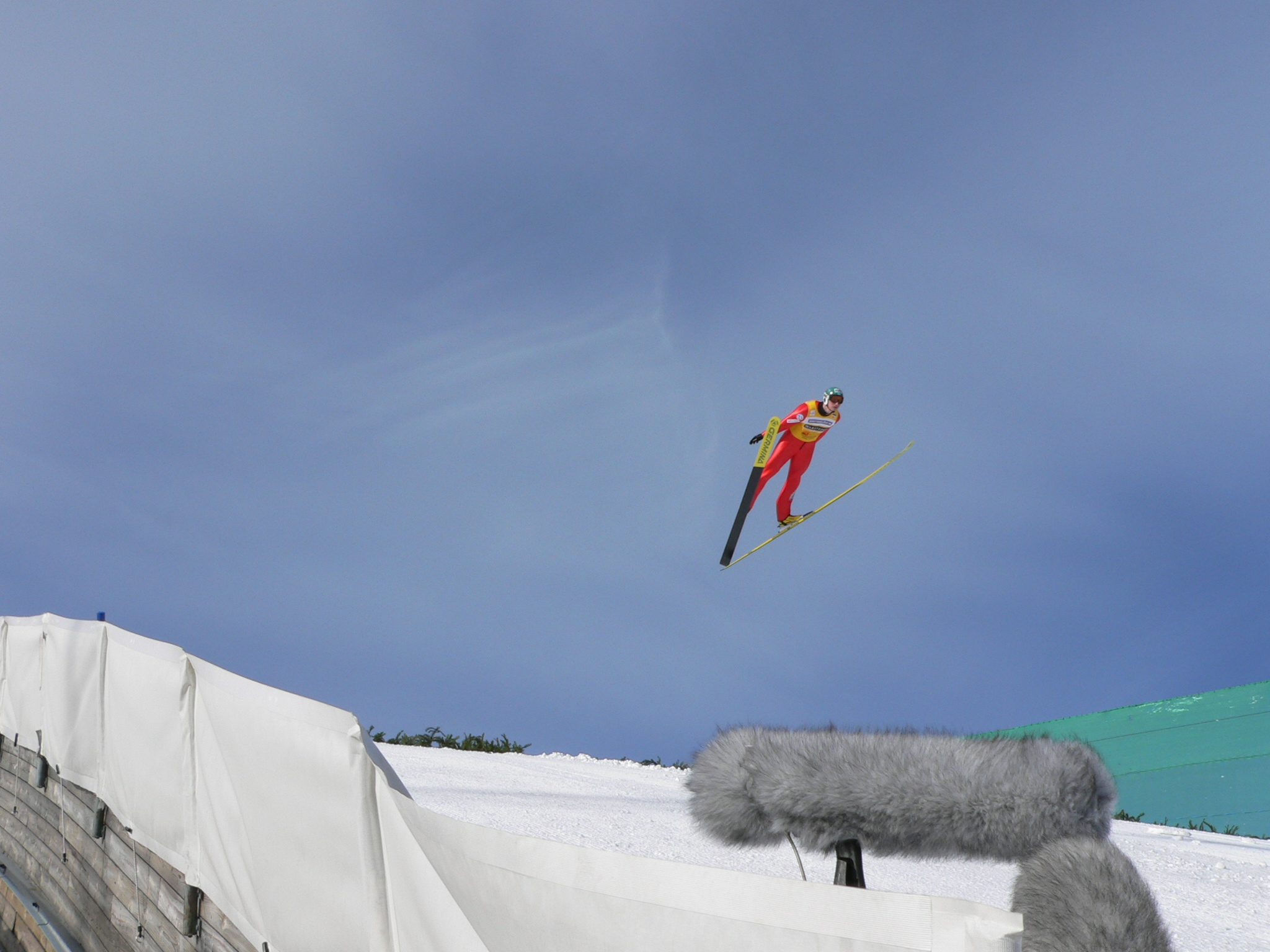
Hannu Manninen, o maior vencedor da Copa do Mundo.

| Pos. | Nome                | Vitórias | Top 3 |
| ---- | ------------------- | -------- | ----- |
| 1    | Hannu Manninen      | 48       | 90    |
| 2    | Ronny Ackermann     | 28       | 77    |
| 3    | Bjarte Engen Vik    | 26       | 61    |
| 4    | Felix Gottwald      | 23       | 68    |
| 5    | Jason Lamy Chappuis | 23       | 55    |
| 6    | Magnus Moan         | 21       | 43    |
| 7    | Samppa Lajunen      | 20       | 55    |
| 8    | Kenji Ogiwara       | 19       | 38    |
| 9    | Bjoern Kircheisen   | 16       | 40    |
| 10   | Klaus Sulzenbacher  | 14       | 31    |
| 11   | Mario Stecher       | 12       | 43    |